# Heartache Tonight
Heartache Tonight è un singolo del gruppo musicale statunitense Eagles, pubblicato nel 1979 che ha raggiunto la prima posizione in Canada per due settimane e negli Stati Uniti.

## Tracce
1. Heartache Tonight – 4:26 (Seger, Henley, Frey, J.D. Souther)
2. Teenage Jail – 3:44 (Henley, Frey, J.D. Souther)

## Formazione
- Glenn Frey - voce, chitarra acustica
- Joe Walsh - chitarra elettrica, cori
- Timothy B. Schmit - basso, cori
- Don Henley - batteria, percussioni, cori
- Don Felder - chitarra elettrica

## Classifiche
| Classifica                       | Posizione migliore |
| -------------------------------- | ------------------ |
| Ultratop 50                      | 22                 |
| Billboard Canadian Singles Chart | 1                  |
| RIANZ                            | 7                  |
| MegaCharts                       | 20                 |
| Official Singles Chart           | 40                 |
| Swiss Music Charts               | 10                 |
| Billboard Hot 100                | 1                  |